# Доленє Отаве
Доленє Отаве (словен. Dolenje Otave) — поселення в общині Церкниця, Регіон Нотрансько-крашка, Словенія. Висота над рівнем моря: 793 м.